# Sami Kafati
Sami Kafati, né le 21 décembre 1936 à Tegucigalpa et mort le 29 avril 1996, est un cinéaste et documentariste hondurien d'origine arabe palestinienne. Diplômé de l'Université des Sciences Sociales de Rome, il est le créateur du premier film hondurien tourné par un réalisateur national, le court métrage expérimental Mi amigo Ángel, et plus tard de plusieurs documentaires et longs métrages réalisés dans les années 1970. Un grand nombre de ses œuvres sont actuellement conservées à l'Université nationale autonome du Honduras en raison de leur importance historique,.

## Filmographie

### Réalisateur
- 1962 : Mi amigo Ángel
- 2003 : Les Terres de l'ogre (No hay tierra sin dueño)

Documentaires
- 1971 : Independencia de Honduras
- 1976 : Bajó Aguan
- 1976 : Vida y desarrollo
- 1976 : Proyecto Guanchías
- 1976 : Bajo Aguán
- 1977 : Bosques y maderas de Honduras
- 1977 : Acueductos rurales
- 1977 : El despertar del Kukulcán
- 1977 : Escuela de ciencias forestales, Salud en Honduras

### Directeur de la photographie
- 1976 : Utopía